# Atelier Liefkes
Atelier Liefkes was een Nederlandse onderneming in Den Haag, gespecialiseerd in het maken van glaskunst.

## Geschiedenis
De in Düsseldorf geboren Johannes Heinrich (Hans) Liefkes (1891-1967) werkte in glasateliers in Duitsland en Nederland. In 1920 ging hij met Marinus van der Gaag een vennootschap aan voor een glasbedrijf in Den Haag. Een aantal jaren later werd de samenwerking verbroken en ging Liefkes zelfstandig verder. Het atelier was gevestigd aan de Da Costastraat. Liefkes maakte er naast glas-in-loodramen ook lampen en glasmozaïeken. Liefkes had speciaal glasschilders in dienst om bovenlichten en glasdeuren in grotere series te kunnen leveren. Rond 1930 kon het bedrijf worden uitgebreid. Hans jr. en Arend Liefkes, zonen van de oprichter, traden in resp. 1937 en 1939 toe tot het bedrijf.
Na de Tweede Wereldoorlog werd er ook gezandstraald glas en glasappliqué gemaakt. Op het atelier werden ontwerpen uitgevoerd van Liefkes sr., maar ook van kunstenaars als Pieter A.H. Hofman, Jan Roëde, Henri van der Stok en Jaap Vegter. Voorbeelden daarvan zijn de glas-in-loodlampen (1925) van Chris Lebeau voor kunsthandel De Bron in Den Haag en de ramen van Max Nauta (1954) voor de Nederlandse Kerk in Londen. Het werk van Liefkes is verder te vinden in kerken en gebouwen in onder andere Deventer, Hendrik-Ido-Ambacht, Leidschendam, Rijnsburg, Ter Heijde en Den Haag, zoals in de Heilig Hart School aan de Beeklaan. Vanaf de tweede helft van de jaren vijftig liep de vraag naar glas in lood terug en richtte het atelier zich meer op de restauratie van ramen.

## Afbeeldingen

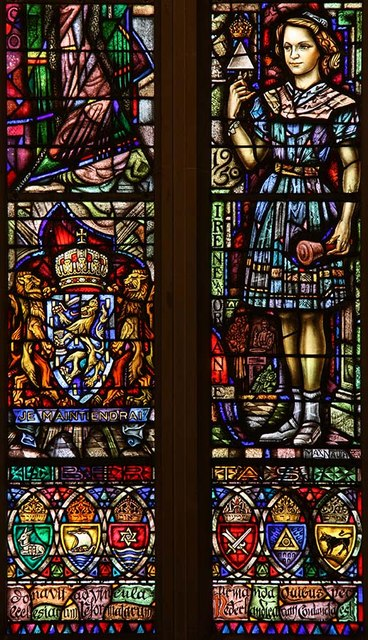
detail gedenkraam Londen van Max Nauta
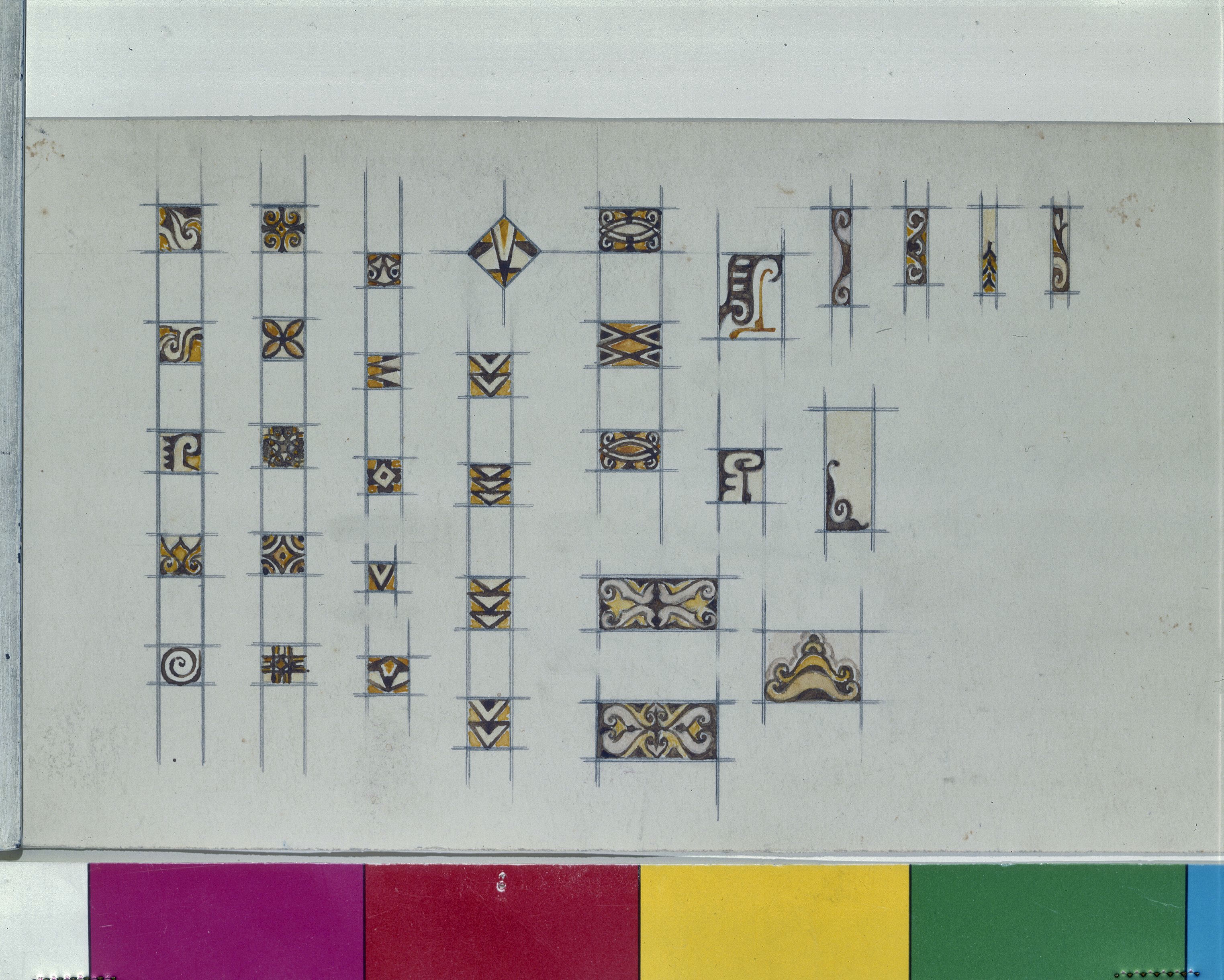
sjabloonmotieven
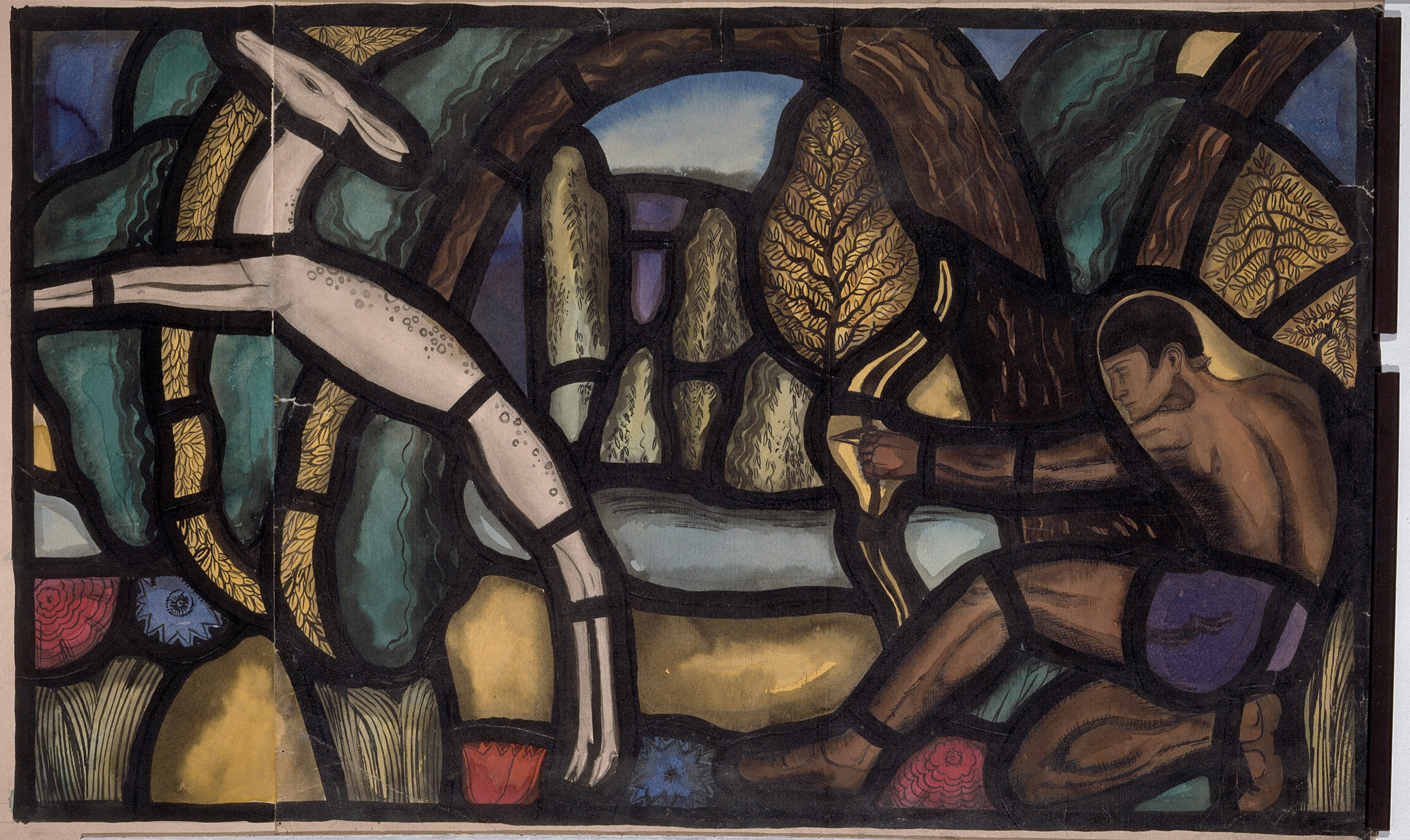
ontwerp van Henri van der Stok
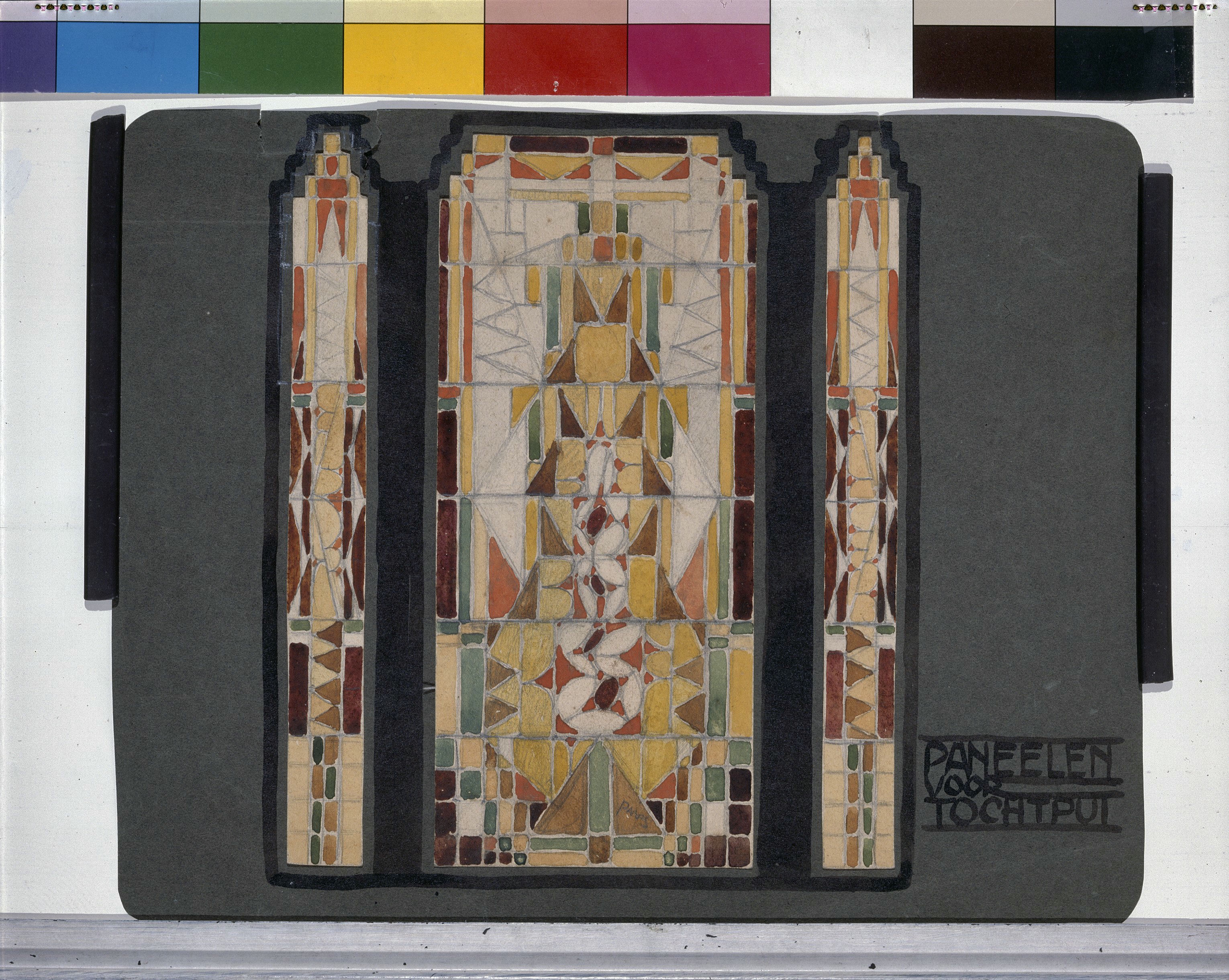
ontwerp van Pieter den Besten